# Kamerunflussdelfin
Der Kamerunflussdelfin (Sousa teuszii) ist eine Walart aus der Familie der Delfine (Delphinidae). Der Name ist etwas missverständlich, da die Art taxonomisch nicht zu den Flussdelfinen gehört und hauptsächlich im Meer lebt.

## Systematik
Kamerunflussdelfine gehören zur Gattung Sousa, über deren Artenanzahl es immer noch Kontroversen gibt. Relativ gesichert ist, dass dieser Wal eine eigene Art darstellt und sich von den Tieren im Indopazifik unterscheidet. Näheres siehe Systematik der Gattung Sousa.

## Verbreitung

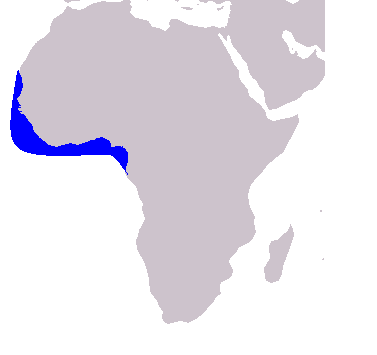
Verbreitungsgebiet

Diese Delfine leben an der Westküste Afrikas, ihr Verbreitungsgebiet reicht von der Westsahara im Norden bis Kamerun im Süden. Besonders häufig sollen sie vor der Küste Mauretaniens sein. Auch in Flüssen wie dem Niger sind sie zu finden, wenngleich sie sich meist nicht vom Mündungsbereich entfernen und nur selten weiter landeinwärts schwimmen. Auf offener See halten sie sich nicht auf, sie entfernen sich nicht weiter als 1 bis 2 km von der Küste, wahrscheinlich um Fressfeinden wie dem Schwertwal zu entgehen.

## Beschreibung
Vom Chinesischen Weißen Delfin unterscheidet sich die Art vor allem hinsichtlich der Färbung, der Anzahl der Wirbel und der Zähne. Sie sind gräulich gefärbt und werden im Alter immer dunkler. Sie besitzen auch die für ihre Gattung typische lange Schnauze und die „Buckel“, weswegen sie auch Buckeldelfin genannt werden: Unmittelbar hinter der  Finne  wölbt sich der Rücken zu einem kleinen Buckel, ein weiterer findet sich unmittelbar vor der Fluke. Kamerunflussdelfine werden zwischen 1,2 und 2,5 Meter lang und erreichen ein Gewicht von 75 bis 150 kg.

## Lebensweise
Diese Delfine halten sich meist im flachen Küstenbereich, vorzugsweise bei Sandbänken und Mangrovenwäldern auf, aber auch im Brackwasser und Mündungsbereich großer Flüsse. Sie leben einzelgängerisch oder in kleinen Gruppen von zwei bis zehn Tieren, wobei mit dem Älterwerden ein Trend zum Alleinleben einhergeht. Die Nahrung dieser Tiere besteht aus Fischen wie Sardinen und Meeräschen, sie treiben die Schwärme in Ufernähe und erbeuten dann ihre Nahrung.

## Verhältnis zum Menschen
Von Mauretanien wird ein besonderes Verhältnis zwischen Kamerunflussdelfinen und Fischern berichtet. Dort ist es strikt verboten, diese Tiere zu jagen, stattdessen schlagen die Fischer mit Stöcken auf die Wasseroberfläche und veranlassen die Delfine damit, ihre Beutefische Richtung Ufer zu treiben. Dort warten bereits die Netze der Fischer und auch für die Delfine bleibt genug übrig.
Auch aus anderen Regionen sind nur wenige Berichte über Jagden auf diese Tiere bekannt – allerdings sind sie anderweitig gefährdet, einerseits durch die Gefahr, sich in Fischernetzen zu verfangen und zu ertrinken; die andere Gefährdung liegt in der Verschmutzung der Meere und der Umwandlung von Küstenabschnitten, wo Mangrovenwälder zugunsten von Feldern oder Siedlungen gerodet werden. Gesichert ist, dass die Bestände vor allem in dichter besiedelten Küstenregionen zurückgehen oder verschwunden sind. Die IUCN listet die Art als vom Aussterben bedroht (critically endangered).